# 1922 au Manitoba
Chronologie du Manitoba
- 1918
- 1919
- 1920
- 1921
- 1922
- 1923
- 1924
- 1925
- 1926

Cette page concerne des événements survenus en 1922 dans la province canadienne du Manitoba.

## Politique

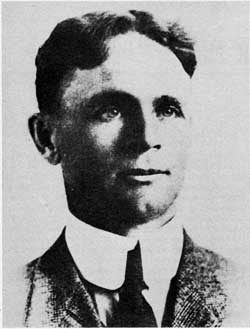
John Bracken.

- Premier ministre : Tobias Crawford Norris, puis John Bracken
- Chef de l'Opposition :
- Lieutenant-gouverneur : James Albert Manning Aikins
- Législature :

## Naissances
- 24 août : Gordon Atkinson, né à Winnipeg et décédé le 16 janvier 2006 à Montréal, homme politique canadien, député du Parti Égalité de Notre-Dame-de-Grâce de 1989 à 1994.